# Gymnoclasiopa aurivillii
Gymnoclasiopa aurivillii is een vliegensoort uit de familie van de oevervliegen (Ephydridae). De wetenschappelijke naam van de soort is voor het eerst geldig gepubliceerd in 1896 door Becker.